# Vesa Hietalahti
Vesa Hietalahti, né le 27 septembre 1969 à Kauhajoki, est un biathlète finlandais. Il est notamment vice-champion de l'individuel en 2003.

## Biographie
Licencié au club de sa ville natale, le Kauhajoen Karhu, il fait ses débuts avec l'équipe nationale lors de la saison 1989-1990, où il prend part aux Championnats du monde. La saison suivante, il marque ses premiers points en Coupe du monde à Albertville (16e).
Aux Jeux olympiques d'hiver de 1992, il est notamment sixième de l'individuel 20 km, enregistrant son premier top dix dans l'élite. En 1993-1994, en se classant deuxième du sprint de Bad Gastein, il atteint le podium pour la première fois dans la Coupe du monde. Durant l'hiver 1994-1995, il gagne sa première course en Coupe du monde à Lillehammer.
Sa meilleure saison intervient en 2002, lorsqu'il termine neuvième du classement général de la Coupe du monde, grâce notamment à sa troisième victoire, la mass start d'Osrblie.
Il est vice-champion du monde de l'individuel en 2003 à Khanty-Mansiïsk, derrière Halvard Hanevold, obtenant à cette occasion son douzième et dernier podium en Coupe du monde.
Il fait ses adieux à la compétition de haut niveau aux Championnats du monde 2005, où il est notamment septième de l'individuel.
Il devient ensuite entraîneur dans l'équipe finlandaise de biathlon puis prend en charge une ferme.

## Palmarès

### Jeux olympiques d'hiver
| Épreuve / Édition      | Individuel | Sprint | Poursuite                        | Relais |
| ---------------------- | ---------- | ------ | -------------------------------- | ------ |
| JO 1992 Albertville    | 6e         | 17e    | Épreuve inexistante à cette date | 8e     |
| JO 1994 Lillehammer    | 68e        | 52e    | Épreuve inexistante à cette date | 5e     |
| JO 1998 Nagano         | Abandon    | -      | Épreuve inexistante à cette date | -      |
| JO 2002 Salt Lake City | 19e        | 25e    | 22e                              | 12e    |

Légende :
- : épreuve inexistante ou non olympique

### Championnats du monde
| Mondiaux \ Épreuve          | individuel               | Sprint            | Poursuite                        | Départ en masse                  | Relais            | Course par équipes               | Relais mixte                     |
| 1990 Kontiolahti Minsk Oslo | 30e                      | —                 | Épreuve inexistante à cette date | Épreuve inexistante à cette date | 6e                | 12e                              | Épreuve inexistante à cette date |
| 1991 Lahti                  | 49e                      | 43e               | Épreuve inexistante à cette date | Épreuve inexistante à cette date | 7e                | —                                | Épreuve inexistante à cette date |
| 1993 Borovets               | —                        | 44e               | Épreuve inexistante à cette date | Épreuve inexistante à cette date | 15e               | 11e                              | Épreuve inexistante à cette date |
| 1995 Antholz Anterselva     | 27e                      | 31e               | Épreuve inexistante à cette date | Épreuve inexistante à cette date | 10e               | —                                | Épreuve inexistante à cette date |
| 1996 Ruhpolding             | 39e                      | 18e               | Épreuve inexistante à cette date | Épreuve inexistante à cette date | 6e                | —                                | Épreuve inexistante à cette date |
| 1997 Osrblie                | 48e                      | 49e               | -                                | Épreuve inexistante à cette date | 7e                | 6e                               | Épreuve inexistante à cette date |
| 1999 Kontiolahti Oslo       | 20e                      | 56e               | 42e                              | -                                | 6e                | Épreuve inexistante à cette date | Épreuve inexistante à cette date |
| 2000 Oslo Lahti             | 13e                      | 22e               | 19e                              | 22e                              | 15e               | Épreuve inexistante à cette date | Épreuve inexistante à cette date |
| 2001 Pokljuka               | 27e                      | 59e               | 44e                              | -                                | 5e                | Épreuve inexistante à cette date | Épreuve inexistante à cette date |
| 2002 Oslo                   | JO Salt Lake City        | JO Salt Lake City | JO Salt Lake City                | 15e                              | JO Salt Lake City | Épreuve inexistante à cette date | Épreuve inexistante à cette date |
| 2003 Khanty-Mansiïsk        | Médaille d'argent, monde | 28e               | 25e                              | 15e                              | 11e               | Épreuve inexistante à cette date | Épreuve inexistante à cette date |
| 2004 Oberhof                | 45e                      | 23e               | 29e                              | -                                | 16e               | Épreuve inexistante à cette date | Épreuve inexistante à cette date |
| 2005 Hochfilzen /Khanty-M.  | 7e                       | 27e               | 29e                              | 24e                              | 12e               | Épreuve inexistante à cette date | -                                |

Légende :

 : deuxième place, médaille d'argent

 : épreuve inexistante à cette date

— : pas de participation à cette épreuve

### Coupe du monde
- Meilleur classement général : 9e en 2002.
- 12 podiums individuels : 3 victoires, 6 deuxièmes places et 3 troisièmes places[2].
- 1 podium en relais.

#### Détail des victoires individuelles
| Saison / Épreuve | Individuel  | Sprint | Poursuite | Mass start | Total |
| 1994-1995        | Lillehammer |        |           |            | 1     |
| 1995-1996        | Östersund   |        |           |            | 1     |
| 2001-2002        |             |        |           | Osrblie    | 1     |
| Total            | 2           | 0      | 0         | 1          | 3     |

#### Classements annuels
| Année | Classement général final |
| 1991  | 53e                      |
| 1992  | 78e                      |
| 1993  | 40e                      |
| 1994  | 19e                      |
| 1995  | ?                        |
| 1996  | 21e                      |
| 1997  | 27e                      |
| 1998  | 59e                      |
| 1999  | 15e                      |
| 2000  | 13e                      |
| 2001  | 52e                      |
| 2002  | 9e                       |
| 2003  | 33e                      |
| 2004  | 37e                      |
| 2005  | 50e                      |